# Kanami Tashiro
Kanami Tashiro (Shiga, 25 de março de 1991) é uma voleibolista profissional japonesa. 

## Carreira
Kanami Tashiro representou a Seleção Japonesa de Voleibol Feminino nos Jogos Olímpicos de Verão no Rio de Janeiro, que foi quinta colocada.